# Angioletta Coradini
Angioletta Coradini, née le 1er juillet 1946 à Rovereto et morte le 4 septembre 2011 à Rome, est une astrophysicienne et planétologue italienne.

## Biographie
En 1970, elle obtient une maîtrise en physique à l'Université de Rome « La Sapienza », la ville où elle fera ses recherches tout au long de sa carrière, d'abord à l'université, puis à partir de 1975 au Conseil national de la recherche (CNR) et enfin à l'Institut national d'astrophysique (INAF).
Coradini est morte en 2011 d'un cancer.

### Participation à des projets scientifiques internationaux
- Co-chercheur pour la recherche lunaire et planétaire de la NASA (1970-1974) ;
- Membre de l'équipe scientifique pour les instruments CIRS et VIMS, et PI du canal visible VIMS, mission Cassini-Huygens (1991–2011)[5] ;
- Coordinateur de la proposition Moon Orbiting Observatory (MORO) et membre de l'équipe scientifique de MORO (1993-1996)[6] ;
- membre du comité d'attribution du temps d'observation (OTAC) pour la mission Infrared Space Observatory (ISO) de l'ESA (1994-1996)[7] ;
- membre du comité du programme d'observation de l'Observatoire européen austral (ESO), groupe F (1997-1999)[7] ;
- membre du conseil scientifique de l'Académie finlandaise d'études spatiales "Antares" (1999-2004)[7] ;
- membre du conseil scientifique de l'Institut international des sciences spatiales (ISSI), dont le siège est à Berne (1999–2002) [8] ;
- Membre du Haut Comité Scientifique de l'Observatoire de Paris[9] ;
- PI de l'instrument Jiram pour la mission New Frontiers Juno de la NASA (2005–11)[10] ;
- membre du groupe consultatif spatial (SAG) de la Communauté européenne (2008-2011).

### Récompenses et reconnaissance
- Médaille David-Bates (2007) « en reconnaissance de son travail important et de grande envergure en planétologie et dans la formation du système solaire, et son rôle de premier plan dans le développement d'instruments infrarouges spatiaux pour l'exploration planétaire »[11] ;
- Médaille Jean-Dominique-Cassini & Membre Honoraire 2012[12],[13] ;
- Médaille de la fonction publique distinguée de la NASA 2012[14] ;

- L'astéroïde (4598) Coradini est nommée d'après elle et son frère Marcello.

- Cratère Angioletta sur Vesta (nom approuvé en 2014) ;
- Cratère Coradini sur Pluton (nom approuvé en 2022).

## Projets
Le projet d'instrument Jovian Infrared Auroral Mapper pour l'orbiteur Juno pour Jupiter a été lancé par Angioletta Coradini.